# أساس (رياضيات)
في أنظمة العد وفي الرياضيات، يطلق مصطلح الأساس أو المبنى (بالإنجليزية: Radix)‏ على عدد الأرقام التي يتكون منها أي نظام عد. مثلاً من أجل نظام العد العشري الواسع الاستخدام فإن رقم الأساس هو 10، لأن هذا النظام يستخدم 10 أرقام متمايزة (من 0 إلى 9). وغالباً ما تكون قيمة أعلى رقم في نظام العد أقل من قيمة رقم الأساس بواحد.
تختلف أنظمة العد ذات الخانات عن بعضها البعض فقط في رقم الأساس.
يتم التعبير عن رقم الأساس دوماً باستخدام النظام العشري، وإلا فإنه إذا تم التعبير عن رقم الأساس باستخدام نظام العد المدروس فإن رقم الأساس سيكون دائماً 10، مثلاً في نظام العد الثنائي رقم الأساس هو 2، أما إذا تم التعبير عنه بنظام العد الثنائي فسيكون رقم الأساس هو 10 والذي هو رمز العدد 2 في نظام العد الثنائي. ذات الأمر ينطبق على أنظمة العد الستة عشرية، الثمانية وغيرها.